# ویک‌فیلد (میشیگان)
ویک‌فیلد، میشیگان (به انگلیسی: Wakefield, Michigan) یک شهر در ایالات متحده آمریکا با جمعیت ۱٬۸۵۱ نفر است که در میشیگان واقع شده‌است.

## موقعیت جغرافیایی
موقعیت جغرافیایی شهرها و مناطق اطراف به شرح زیر است: